# Raimondas Vilčinskas
Raimondas Vilčinskas, né le 5 juillet 1977 à Panevėžys, est un coureur cycliste lituanien.

## Palmarès

### Par années
- 1997
  -  Champion de Lituanie du contre-la-montre
  - 2e du championnat de Lituanie sur route
- 1998
  -  Champion de Lituanie du contre-la-montre
  - Gand-Wervik
  - 2e de la Vlaamse Havenpijl
- 1999
  - Mémorial Philippe Van Coningsloo
  - Vlaamse Havenpijl
  - Grand Prix de Beuvry-la-Forêt
  - 3e du championnat de Lituanie du contre-la-montre
- 2001
  - 1re étape du Ringerike GP
  - 3e de la Classic du GP de Beauce
- 2002
  -  Champion de Lituanie du contre-la-montre
  - 2e du Szlakiem walk majora Hubala
- 2003
  - 2e du championnat de Lituanie du contre-la-montre
- 2004
  - 1er de la poursuite par équipes à Moscou en Coupe du monde (avec Linas Balčiūnas, Aivaras Baranauskas et Tomas Vaitkus)
  - 2e du championnat de Lituanie sur route

### Jeux olympiques
- Athènes 2004
  - 8e de la poursuite par équipes[1] (éliminé au premier tour[2]).

### Classements mondiaux
| Année           | 2005 |
| --------------- | ---- |
| UCI Europe Tour | 519e |